# Савельев, Иван Феоктистович
Иван Феоктистович Савельев, (1874, Рязань — после 1933), депутат Государственной думы Российской империи I созыва от съезда городских избирателей Москвы.

## Биография
Русский по национальности, православного вероисповедания. Родом из рязанских мещан — сын повара.
В 1882 поступил в городское училище. В училище провёл 4 года, но в первый же год обучения остался без отца, мать была вынуждена заняться мелочной торговлей, чтобы хоть как-то поддержать семью из двух детей. После окончания училища был отдан матерью учеником в типографию Орлова. Работали по 15 часов в день (c жалованием 3 в месяц). Штат типографии был 10 человек и вся тяжелая работа доставалась ученику. В типографии Орлова Савельев проработал учеником 4 года. Затем перешел в другую типографию на 6-рублевое жалование. Перешел на работу приказчиком в магазин готового платья (с окладом 15 рублей в месяц и 17-часовым рабочим днём). Затем вновь вернулся в типографию. В 1894 г. переехал в Москву, где начал работать в типографии «Общества распространения полезных книг» с окладом 25 рублей с месяц. Работая сдельно, в 1906 г. Савельев получал до 70 руб.
Окончил Московское городское начальное училище. В 1902 году поступил наборщиком в типографию газеты «Русские Ведомости». Регулярно читать Савельев начал лишь поступив в «Русские ведомости». Под влиянием этой газеты сложились его политические взгляды. В 1902 году женился. В том же 1902 году деятельный участник крупной забастовки типографских рабочих, руководил забастовкой в своей типографии. Руководители забастовки собирались в одном из трактиров и там обсуждали свои планы. Перед одним из таких собраний Савельев был арестован, но сразу же отпущен, так как требования были чисто экономические.

### В Государственной Думе

Депутат Первой Думы, 1906 г.

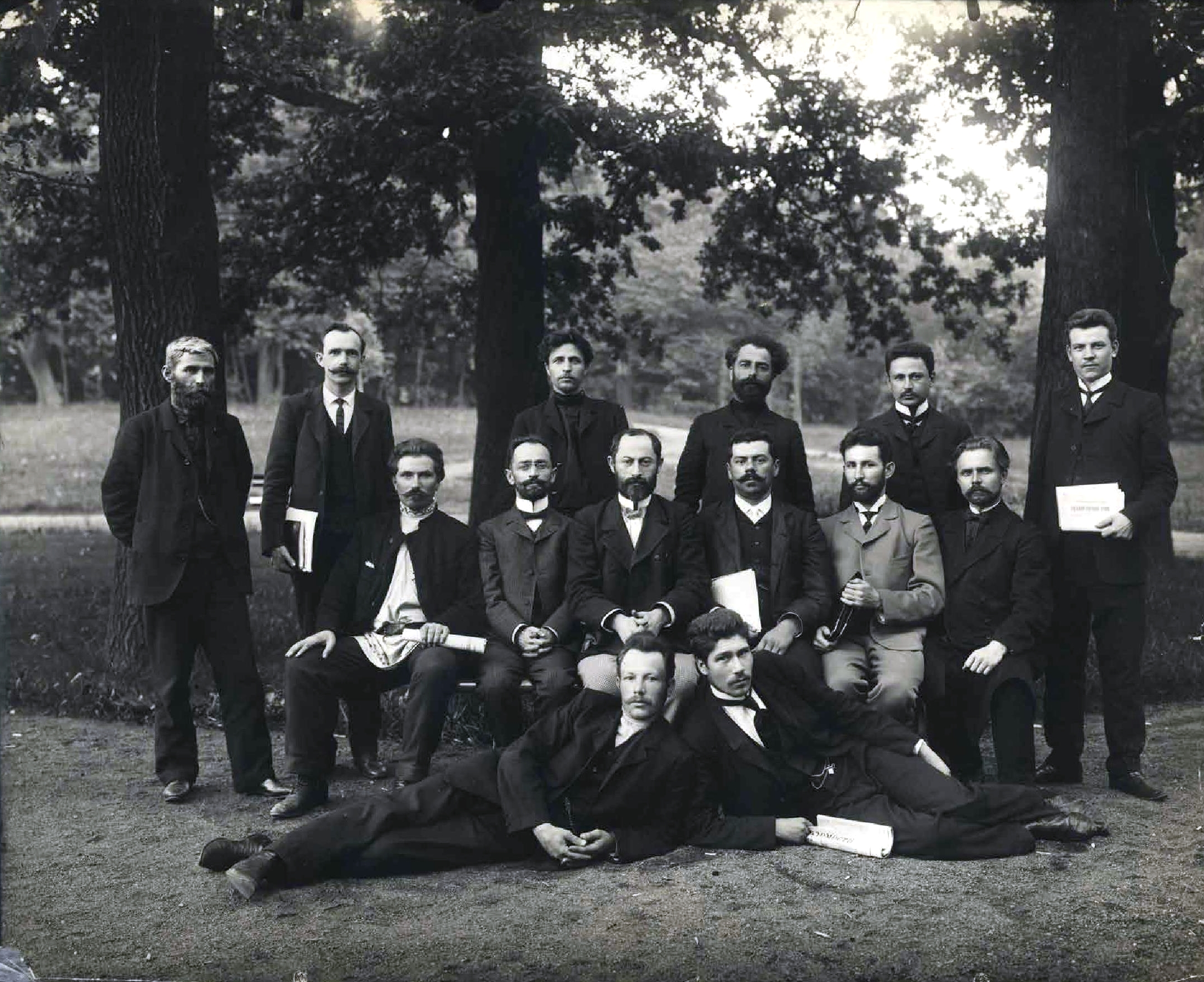
Социал-демократическая фракция I Государственной думы. Стоят: И. И. Рамишвили, И. Ф. Савельев, З. И. Выровой, С. Н. Церетели, И. Г. Гомартели, А. И. Смирнов; сидят: М. И. Михайличенко, С. Д. Джапаридзе, Н. Н. Жордания, В. А. Ильин, П. А. Ершов, И. Е. Шувалов; лежат: В. Н. Чурюков, И. И. Антонов

14 апреля 1906 г. избран в Государственную думу Российской империи I созыва от съезда городских избирателей г. Москвы. На плакате с портретами депутатов сказано, что Савельев избран от «рабочей партии города Москвы». По данным современных исследователей Савельев примыкал к Социал-демократической фракции. Трудовики в своём издании «Работы Первой Государственной Думы» политическую позицию Савельева характеризуют как «Трудовая группа — Социал-демократы». Сам Савельев определял свою позицию как «внепартийный социал-демократ».
О своих политических взглядах Савельев говорил: 

Я совершенно согласен с товарищами своими, что социал-демократическая партия есть единственная, стоящая на страже рабочих интересов. Вполне разделяя основные требования программы, я, однако, не могу смотреть на них как на осуществимые теперь же при настоящих условиях государственной и экономической жизни. Я думаю, что демократическая республика, народная милиция и прочие высокие требования программы являются идеалом, к которому можно стремиться, но нельзя его выставлять как требование данного момента.
Член Финансовой комиссии. Подписал законопроект «33-х» по аграрному вопросу, заявление об образовании местных аграрных комитетов. Выступал в прениях об ответном адресе, о всеобщей политической амнистии, о собраниях. Подписал прокламацию от 18 мая 1906 «Ко всем рабочим России от депутатов-рабочих Государственной Думы».

### После разгона Думы

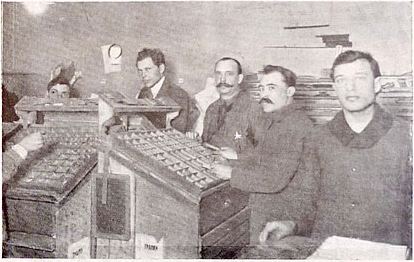
Наборщик И. Ф. Савельев (в центре) в эмиграции работал по специальности в русской типографии в Париже, 1913

10 июля 1906 года в г. Выборге подписал «Выборгское воззвание» против разгона Думы. 22 августа 1906 привлечён к уголовной ответственности, решением суда 12—18 декабря 1907 и осуждён по ст. 129, ч. 1, п. п. 51 и 3 Уголовного Уложения, приговорён к 3 месяцам тюрьмы и лишён избирательных прав. По сведениям В. Ф. Джунковского срок заключения отбывал в Таганской тюрьме.
После выхода из тюрьмы избран в Правление профсоюза общества рабочих графических искусств Московской промышленной области.
22 апреля 1912 на его московской квартире проведён обыск, изъято 39 экземпляров нелегальных брошюр. До 12 июня 1912 находился под стражей при Сущёвском полицейском доме по обвинению в принадлежности к Московской организации РСДРП. 31 мая 1912 постановлением московского градоначальника Савельеву воспрещено жительство в Москве. Принято решение о его административной ссылке в Саратов. В июне 1912 уехал за границу. Жил во Франции. В 1914 получил разрешение вернуться в Москву к своей семье (ранее два его прошения на имя московского градоначальника, поданные в 1913—1914 из Риги, были отклонены).
В 1920—1930 работал в Высшем совете народного хозяйства, в 1930—1933 экономист.
Дальнейшая судьба неизвестна.